# Авијатико
Авијатико (итал. Aviatico) је насеље у Италији у округу Бергамо, региону Ломбардија.
Према процени из 2011. у насељу је живело 289 становника. Насеље се налази на надморској висини од 980 м.

## Становништво
Према резултатима пописа становништва 2011. у општини је живело 517 становника.
| 1931. | 1936. | 1951. | 1961. | 1971. | 1981. | 1991. | 2001. | 2011. |
| ----- | ----- | ----- | ----- | ----- | ----- | ----- | ----- | ----- |
| 843   | 800   | 784   | 662   | 514   | 490   | 506   | 488   | 517   |